# Sirene - Il mistero svelato
Sirene - Il mistero svelato (Mermaids: The Body Found) è un documentario prodotto da Discovery Channel.

## Trama
Un gruppo di scienziati assiste a una serie di spiaggiamenti di balene e cerca di rinvenirne la causa, ma le ricerche vengono interrotte quando la U.S. Navy giunge sul posto e prende il comando. Durante le prime analisi effettuate sul posto, emergono tracce che spingono i ricercatori a credere che le balene non fossero gli unici animali presenti sulla riva e accusano la Marina di testare armi a infrasuoni che provocano la morte della fauna marina.
Seppur sotto sorveglianza tacita da parte della Marina, gli scienziati del NOAA proseguono le loro ricerche spostandosi in Sudafrica. Qui riescono nella ricostruzione dello scheletro di un cranio che presenta somiglianze strutturali vicine a quello umano e un arto simile a una mano. Una mattina presto, quando in laboratorio non è presente nessun membro del team, le forze dell'ordine confiscano ogni prova e analisi di laboratorio, impedendo di fatto il proseguimento delle ricerche. L'unico file che la polizia non sequestra è quello contenente la registrazione di una misteriosa traccia vocale registrata nell'oceano Pacifico e molto simile nel timbro alla voce umana.
Alcuni ricercatori della squadra NOAA porteranno avanti le ricerche, altri invece si arrenderanno, persuasi dal fatto che, se in tutto questo tempo nessuno ha mai visto i presunti esseri misteriosi (chiamati "sirene" per l'affinità con le creature mitologiche), è perché essi non si vogliano far trovare e che, anzi, nascondendosi si garantiscano la sopravvivenza.
Nel documentario, inoltre, sono presenti alcune digressioni che mostrano come questa ipotetica creatura potrebbe discendere dallo stesso ramo evolutivo dell'uomo, evidenziando come alcune caratteristiche somatiche e strutturali degli esseri umani siano più vicine a quelle di una creatura adatta alla vita marina più che alla vita terrestre.